# Rockwell OV-10
Die North American Rockwell OV-10 Bronco ist ein von zwei Turboproptriebwerken angetriebenes zweisitziges leichtes Beobachtungs-, Angriffs- und Transportflugzeug mit Kurzstart- und Landeeigenschaften.

## Geschichte

### Entwicklung
Die Erfahrungen aus dem Korea-Krieg resultierten 1963 in einer Ausschreibung des US-Verteidigungsministeriums, wonach ein leichtes bewaffnetes Aufklärungsflugzeug gesucht wurde, das speziell für Counterinsurgency-Einsätze (COIN) geeignet und von sämtlichen Teilstreitkräften einsetzbar sein sollte. Die zu dieser Zeit existierenden Modelle Cessna O-1 „Bird Dog“ und Cessna O-2 „Skymaster“ – beide von propellergetriebenen Privatflugzeugen abgeleitet – waren hierfür ungeeignet.
Stellvertretend übernahm die U.S. Navy die Leitung des Projekts LARA (Light Armed Reconnaissance Aircraft), dessen Spezifikationen wie folgt aussahen:
Es sollte ein zweimotoriges propellergetriebenes Flugzeug mit zwei Mann Besatzung sein, das bestimmte Kriterien sowohl eines Hubschraubers als auch eines strahlgetriebenen Flugzeugs in sich vereinen sollte. Bei einer Geschwindigkeit von bis zu 560 km/h, einem extrem belastbaren Flugverhalten (−3 bis +8g) und einer maximalen Startstrecke von 250 m sollte es zudem eine Fracht von bis zu 1100 kg mit sich führen können. Diese sollte beispielsweise aus bis zu sechs voll ausgerüsteten Fallschirmjägern oder zwei Krankentragen samt einem Sanitäter bestehen können. Ferner sollte es von Flugzeugträgern aus operieren können.
Zur Rettung der beiden Besatzungsmitglieder sind zwei Zero-zero-Schleudersitze Rockwell LW-3B installiert. Falls der Pilot den Schleudersitz auslöst, werden er sowie der Waffensystemoffizier (WSO) in Millisekunden in leicht divergierenden Winkeln nach oben ausgeschossen. Dabei wird das Kabinendach nicht abgesprengt, sondern durchbrochen. Falls lediglich der WSO den Schleudersitz auslöst, bleibt der Pilot im Flugzeug.
Die interne Bewaffnung sollte aus vier Maschinengewehren vom Kaliber 7,62 mm inkl. je 500 Schuss Munition bestehen, und es sollten Außenstationen für Sidewinder-Lenkflugkörper sowie in einem externen Behälter eine Maschinenkanone vom Kaliber 20 mm vorhanden sein.
Unter den insgesamt neun eingesandten Entwürfen entschied sich die US Navy im August 1964 für das Modell NA-300 des Firmenkonsortiums North American/Rockwell und stellte 3,1 Mio. Dollar für die Fertigung von sieben Prototypen zur Verfügung. Am 16. Juli 1965 startete schließlich die YOV-10 zu ihrem Erstflug, anfängliche Tests ergaben jedoch schnell die Notwendigkeit einiger Verbesserungen. So wurde die Spannweite erheblich vergrößert, die Triebwerksgondeln weiter nach außen verlegt sowie stärkere Triebwerke verlangt.

### Einsatz

#### US Air Force

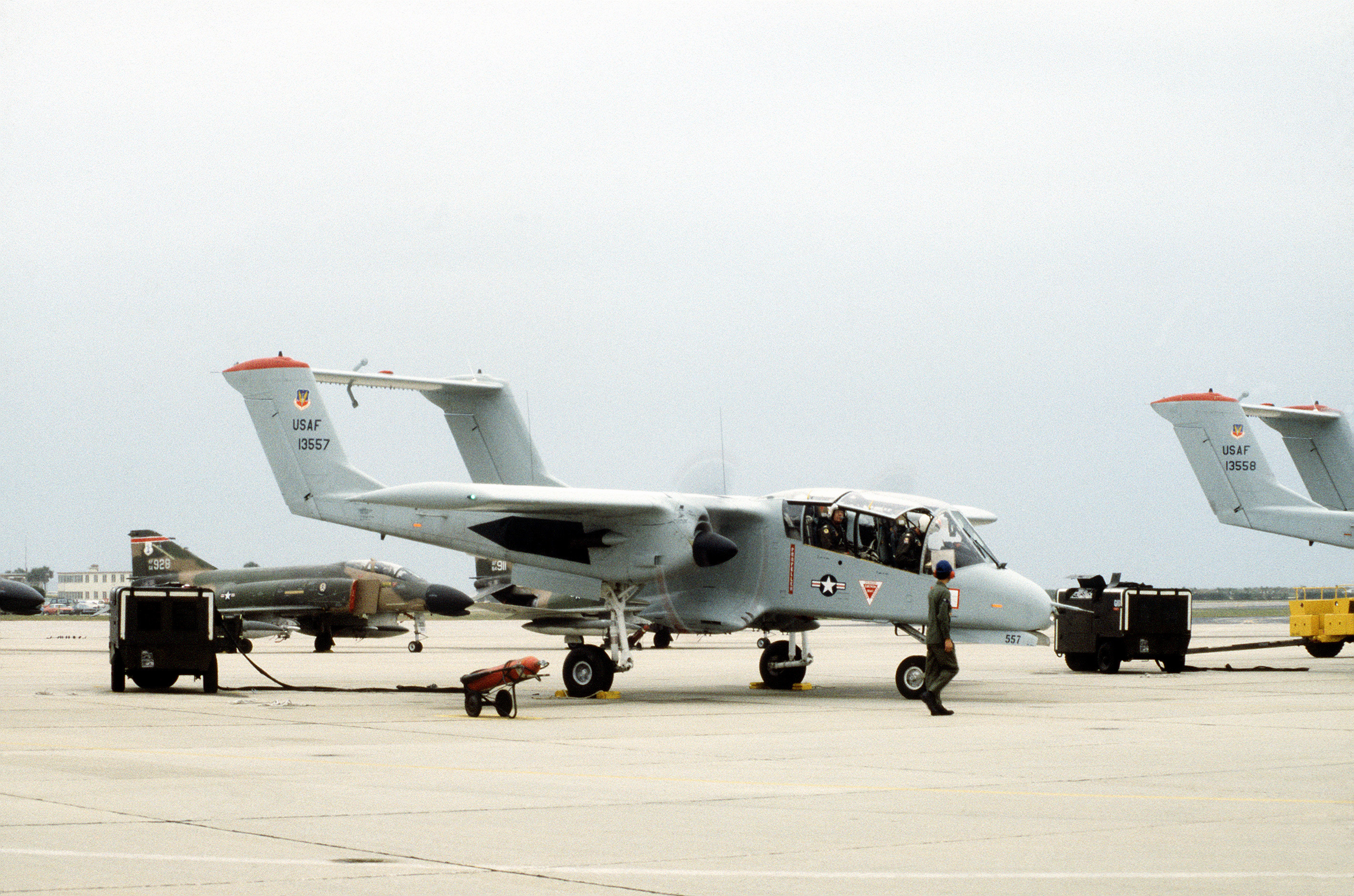
OV-10A der U.S. Air Force

Im Juli 1968 trafen dann die ersten Maschinen der US Air Force in Vietnam ein, wo die 504th Tactical Air Support Group, die für die Einsatzverteilung der neuen „Broncos“ zuständig war, diese rasch für Flieger- und Feuerleitaufgaben einsetzte. Aufgrund der idealen Rundumsicht der Besatzung sowie des außerordentlich wendigen Flugverhaltens erwarb sich die „Bronco“ bald schon einen sehr guten Ruf sowohl unter ihren Piloten als auch bei den zu unterstützenden Einheiten. Wegen ihrer extrem kurzen Start- und Landestrecken war sie fast überall einsetzbar.

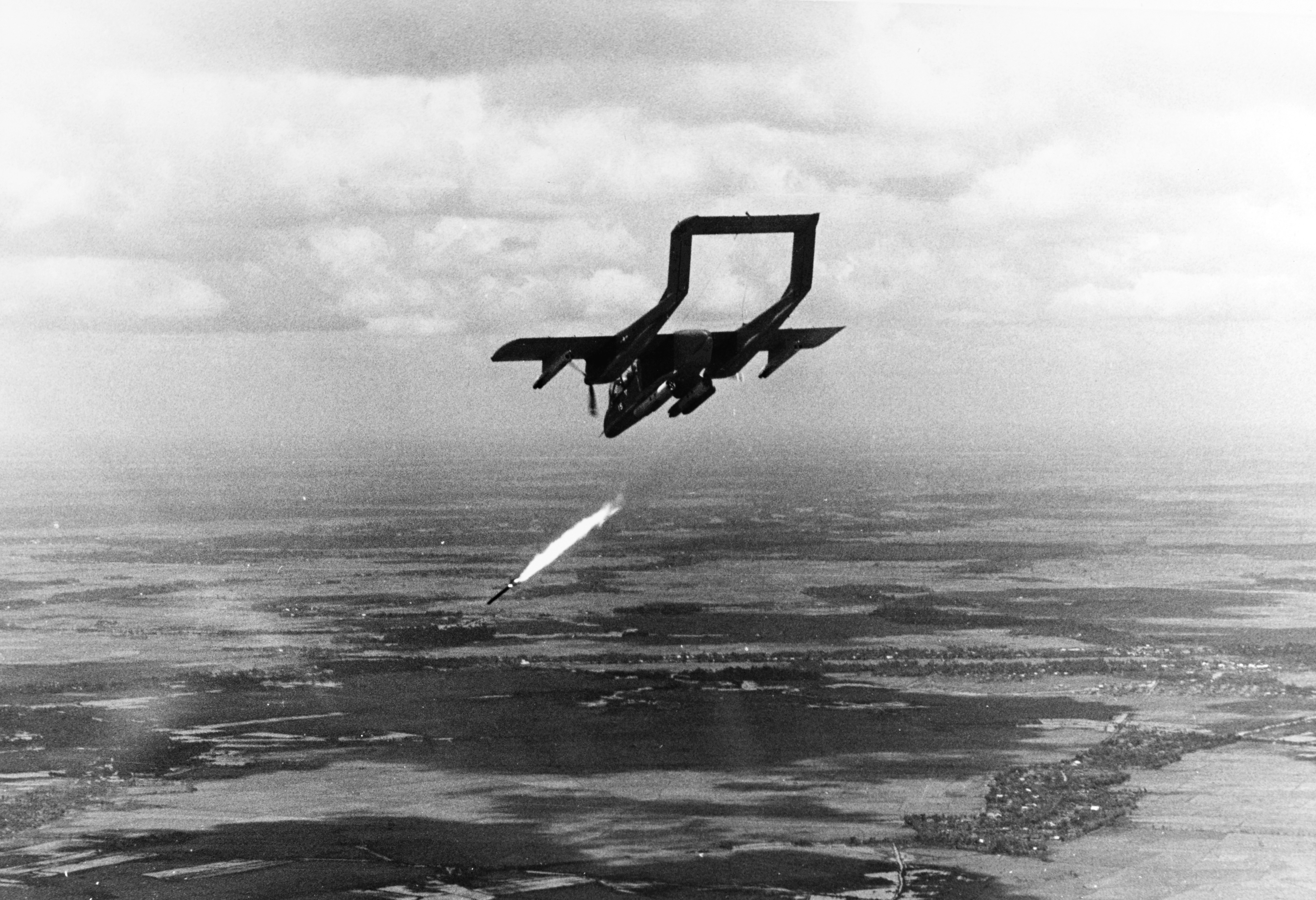
OV-10A der US Navy in Vietnam

Aufgrund ihrer Waffenzuladung von bis zu 1633 kg sowie den exzellenten Sichtverhältnissen für die Besatzung wurde sie bald für ein spezielles Verfahren der Luftnahunterstützung eingesetzt, das als „Misty Bronco“ („Nebulöser Bronco“) bezeichnet wurde. Lag eine US-Einheit unter direktem Beschuss, kam zunächst eine „Bronco“ zum Einsatz und gab mit ihren Bordwaffen massive Feuerunterstützung, während parallel taktische Jagdbomber angefordert wurden. Waren diese im Anflug, ging die „Bronco“ rasch auf Höhe und fungierte dort als fliegende Feuerleitkontrolle.
Obwohl die „Bronco“ über einen kleinen Frachtraum zur Aufnahme von Personen sowie leichter Fracht verfügte, wurde diese Einsatzkonfiguration (Verwundetentransport bzw. Absetzen von Kommandoeinheiten) in Vietnam gänzlich von Hubschraubern ausgeführt. Da die „Bronco“ jedoch in puncto Geschwindigkeit Hubschraubern weit überlegen war, interessierte sich die CIA sehr für sie und führte viele ihrer geheimen Operationen, unter anderem in Kambodscha, mit der „Bronco“ durch.
Bereits im April 1969 endete die Produktion der OV-10A. Diese war jedoch während ihrer Einsatzphase immer wieder leicht modifiziert worden. Die wohl umfangreichste dieser Modifizierungen erhielten 15 OV-10A, die das sogenannte „Pave-Nail“-Paket erhielten. Dieses bestand aus einem Langstrecken-Navigationssystem, einem Laserentfernungsmesser, einem Laser-Zielmarkierungssystem sowie einem stabilisierten Nachtsichtgerät für Luftraumüberwachung und Erdkampfangriffe bei Dunkelheit.
Im Jahr 2015 wurden versuchsweise zwei Maschinen im Bürgerkrieg in Syrien sowie im Nordirak zum Kampf gegen den Islamischen Staat eingesetzt. Nach Angaben des United States Central Command flogen die beiden Maschinen ab Mai 2015 während 82 Tagen 120 Gefechtseinsätze. Begründet wurde der Einsatz der Maschinen zum einen mit den relativ niedrigen Einsatzkosten, etwa im Vergleich zum Einsatz einer F-15, zum anderen aber auch mit besseren Aufklärungsergebnissen, die sich durch eine niedrigere Geschwindigkeit erreichen ließen.

#### US Marine Corps
Aufgrund der recht erfolgreichen Einsätze der „Pave-Nail“-modifizierten OV-10A wurde eine kampfwertgesteigerte Version für das US Marine Corps entwickelt, die als YOV-10D am 9. Juni 1970 ihren Erstflug hatte und als NOGS (Night Observation and Gunship System) bezeichnet wurde. Sie besaß unter anderem einen längeren Bug, in dem ein Infrarot-Abtaster (FLIR = Forward Looking Infrared) untergebracht war sowie eine unter dem Rumpfheck hängende drehbare und ferngesteuerte dreiläufige 20-mm-Gatlingkanone (M197). Zum Ausgleich des Mehrgewichts wurde sie mit stärkeren Triebwerken ausgestattet, die ihr zudem zu einer größeren Reichweite verhalfen. Bei der OV-10D handelte es sich jedoch nicht um neu hergestellte Maschinen, sondern um modifizierte OV-10As.
Die OV-10D versah ihren aktiven Dienst auch noch im zweiten Golfkrieg, wurde ab 1995 jedoch nach und nach außer Dienst gestellt, da moderne Waffensysteme, insbesondere sogenannte „intelligente Bomben“, eine fliegende Feuerleitplattform überflüssig gemacht hatten. Durch moderne Überwachungssysteme, darunter satellitengestützte Aufklärung, wurde die „Bronco“ ebenfalls ersetzt.
Während ihrer aktiven militärischen Laufbahn war die OV-10 eingesetzt zur vorgeschobenen Kampfbeobachtung, Feuerleitführung sowie zur speziellen Aufklärung, für Kurierflüge und leichten Lufttransport, bewaffnete Eskorten von Hubschraubern, das Absetzen von kleinen „Luftlandeoperationseinheiten“ sowie zu Erdkampfangriffen. Später wurde sie zudem für spezielle Radaraufklärung, taktische Luftüberwachung oder tiefflugfotografische Aufklärung verwendet.
Nach dem Ende ihrer militärischen Verwendung in den USA werden dort noch einige Maschinen zur Waldbrandbekämpfung eingesetzt.

#### Bundeswehr

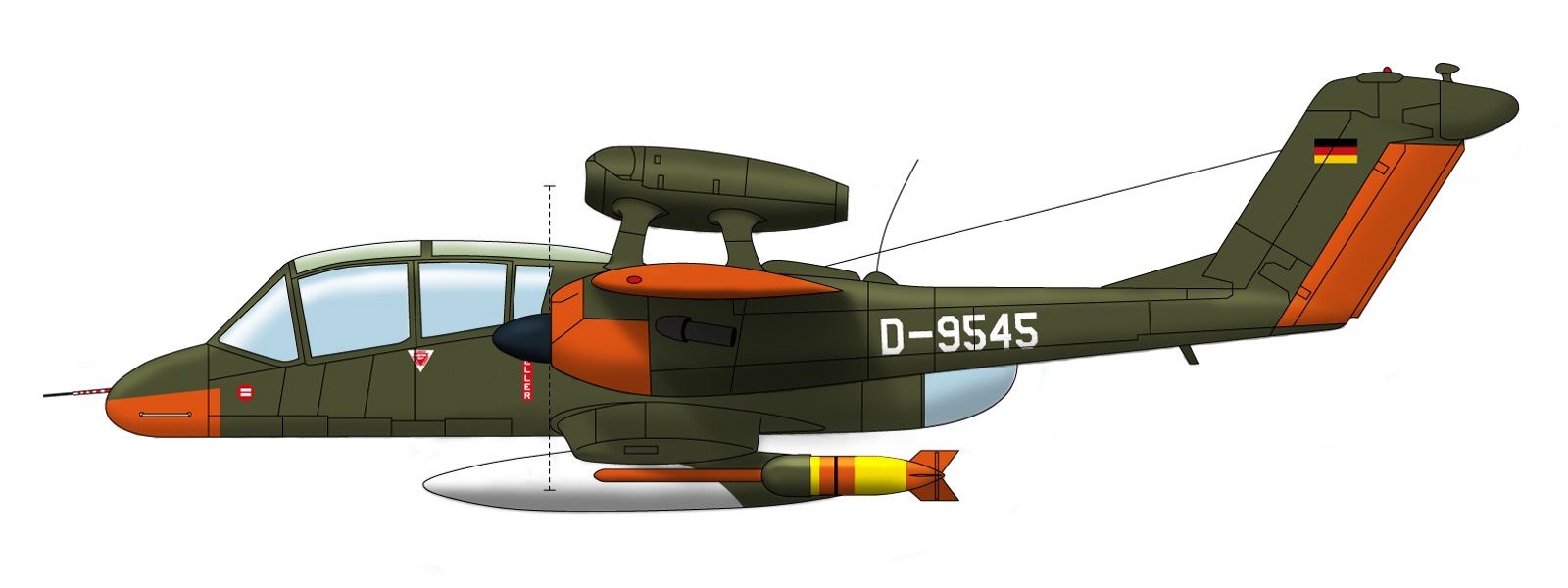
OV-10B(Z) der deutschen Luftwaffe

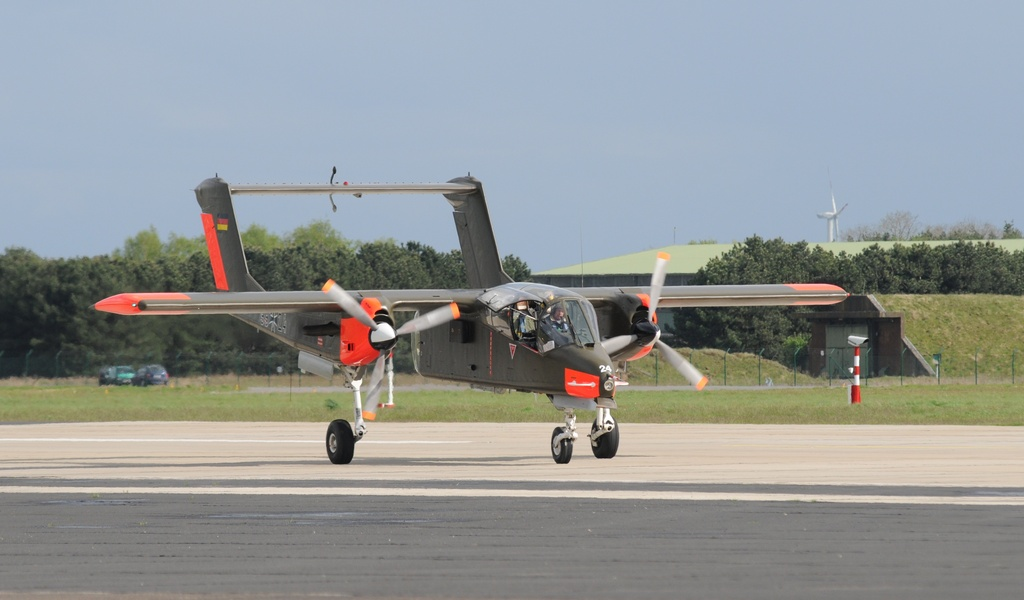
OV-10B nach der Landung

Eine besondere Erwähnung kommt der OV-10B zu, von denen die Luftwaffe der Bundeswehr gegen Ende der 1960er-Jahre 18 Maschinen bestellt hatte, die als Zielschleppflugzeug dienen sollten.
Diese unterschieden sich deutlich von der OV-10A. Zum einen besaßen sie weder Bewaffnung noch Sensoren, zum anderen war die schwenkbare Frachttür am Rumpfheck durch eine Glaskanzel ersetzt, durch die der entgegen der Flugrichtung sitzende „Operator“, das Schleppziel einsehen und kontrollieren konnte. Das Schleppziel wurde mittels einer Seilwinde gesteuert, die sich im Frachtraum befand. Weiterhin waren die Flugzeuge mit auffälligen orangefarbenen Flächen versehen, die der leichteren Erkennbarkeit des Schleppflugzeugs während der Zielübungen dienen sollten (diese Übungen fanden zum Beispiel mit Flak im Luftraum über/vor dem Übungs- und Flugabwehrschießplatz Todendorf, der der Truppenübungsplatzkommandantur Putlos unterstellt ist, statt).
Später wurden zwölf dieser Maschinen zur OV-10B(Z) umgerüstet. Diese besaß auf dem Rumpf ein zusätzliches General Electric J85-GE-4-Strahltriebwerk, durch das eine um etwa 150 km/h erhöhte Geschwindigkeit, eine um die Hälfte verkürzte Startstrecke und die dreifache Steigrate erreicht werden konnte. Allerdings bereitete dieses Triebwerk immer wieder technische Probleme und hatte zudem einen so immensen Treibstoffverbrauch, dass es später wieder entfernt wurde. 1990 wurden sämtliche OV-10B außer Dienst gestellt.

#### Royal Thai Air Force
Die ersten 16 OV-10C Bronco für die Royal Thai Air Force (RTAF) wurden 1970 bestellt und 1971 geliefert. Die Flugzeuge wurden an Bord der USS Okinawa im Juni 1971 nach Cam Ranh Bay (Vietnam) geliefert und von dort nach Thailand geflogen. Die 21. Staffel des 2. Geschwaders in RTAF Lopburi war der erste Benutzer der thailändischen Broncos.
Die Broncos für die zweite Staffel (16 OV-10C) wurden durch die Firma Skyways am 8. Dezember 1974 über den Pazifik geflogen und bei der 53. Staffel des 5. Geschwaders in RTAFB Prachuap Khiri Khan stationiert. Die OV-10C Broncos wurden von der RTAF als บ.จ๕ (BJ.5) Angriffsflugzeug Nr. 5 bezeichnet.
Zu dieser Zeit (1975) war der Kampf gegen die Kommunisten im Norden und Nordosten auf einem Höhepunkt, deshalb wurden viele OV-10C auf Basen im Norden und Nordosten stationiert. Am 1. Oktober 1977 wurden alle OV-10C aus Lopburi nach RTAFB Chiang Mai verlegt, wo sie die 411. Staffel des 41. Geschwaders bildeten.
1982 stellte die RTAF ein neues Geschwader in RTAFB Surat Thani im Süden auf. Alle OV-10C der 53. Staffel wurden nach Surat Thani zum neuen Geschwader verlegt. Die neue Staffel nannte sich 711. Staffel, 71. Geschwader; ihre Aufgabe war es, die thailändische Fischerei zu beschützen und kommunistische Ziele im Süden zu zerstören.
Am 24. September 1991 wurde die RTAF reorganisiert. Die 711. Staffel wurde mit Northrop F-5E Tiger II ausgerüstet. Die Broncos der 711. Staffel wurden an die 411. Staffel in Chiang Mai abgegeben. Die 411. Staffel war somit der einzige Betreiber der Broncos in Thailand. Alle OV-10C Broncos wurden am 7. April 2004 außer Dienst gestellt.
Acht überzählige OV-10C wurden an die Philippinen abgegeben. Neun Maschinen verblieben in Thailand (3 – „Tango-Staffel“ Chiang Mai, 1 – RTAF Museum Don Mueang, 1 – Lop Buri, 1 – Prachuap Khiri Khan, 1 – Surat Thani and 1 – Chiang Mai).

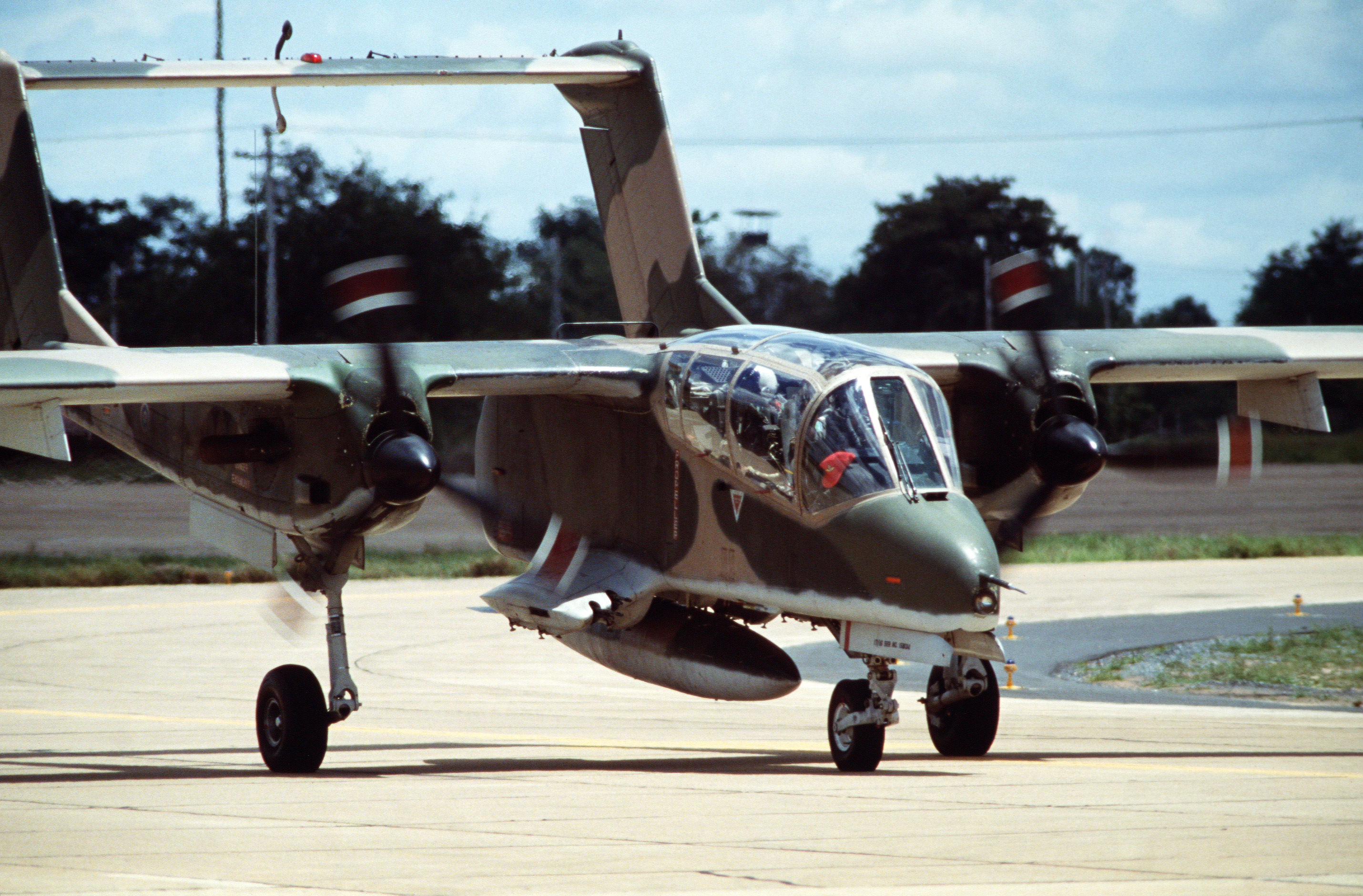
Eine thailändische OV-10C, 1987

## Varianten

### OV-10A

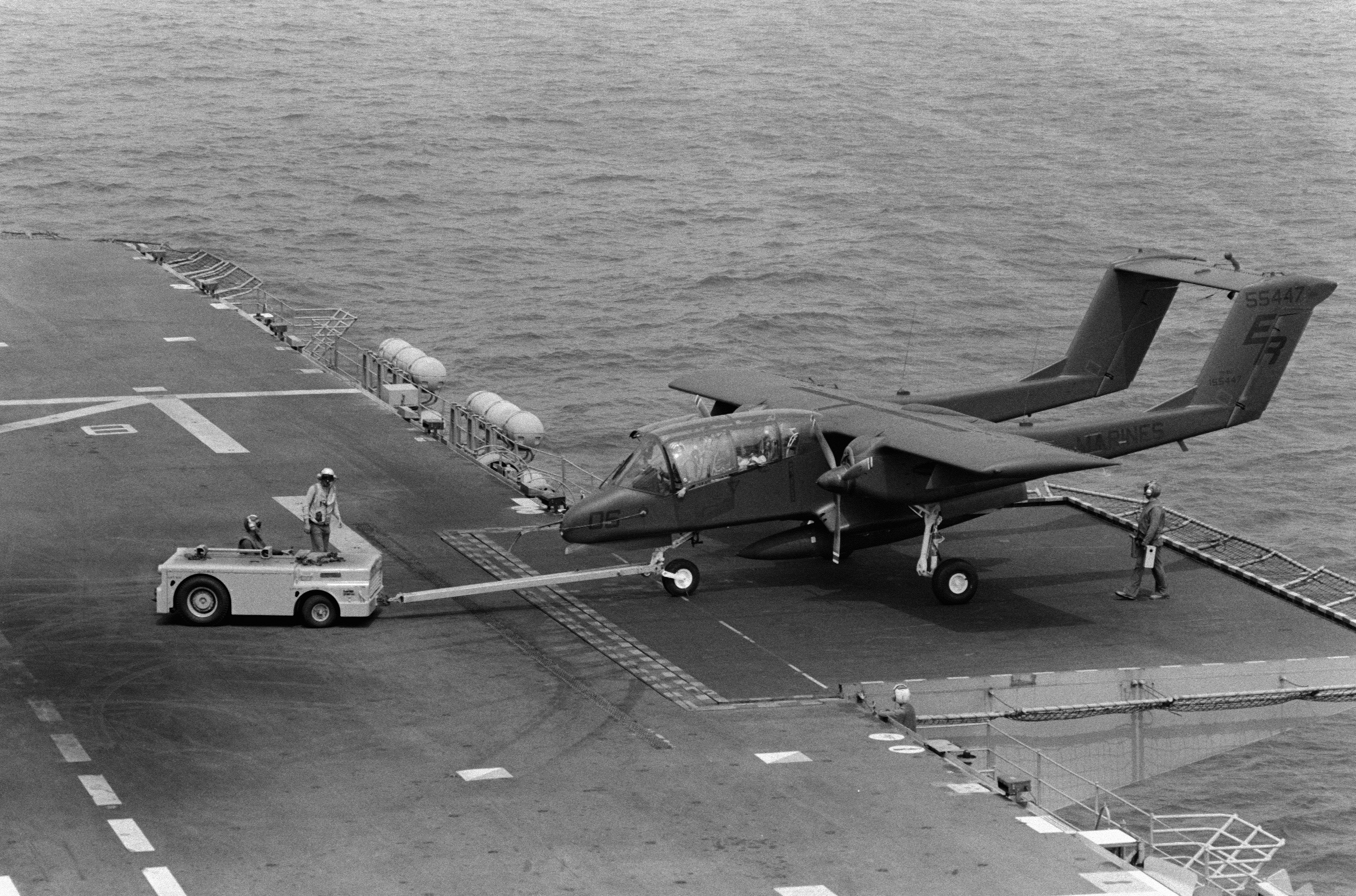
OV-10A des U.S. Marine Corps

Obwohl für sämtliche Teilstreitkräfte vorgesehen, gingen ab dem 6. August 1967 von den insgesamt 271 gebauten Maschinen der OV-10A 114 Exemplare an das US Marine Corps, alle restlichen 157 Exemplare dienten bei der US Air Force. Die US Navy „entlieh“ sich 18 Exemplare vom U.S. Marine Corps, die US Army bestellte hingegen gar keine Maschinen.

### OV-10B / OV-10B(Z)
Version für die Bundeswehr. Einsatz als Zielschleppflugzeug.

### OV-10C
Exportversion für die Royal Thai Air Force.

### OV-10D

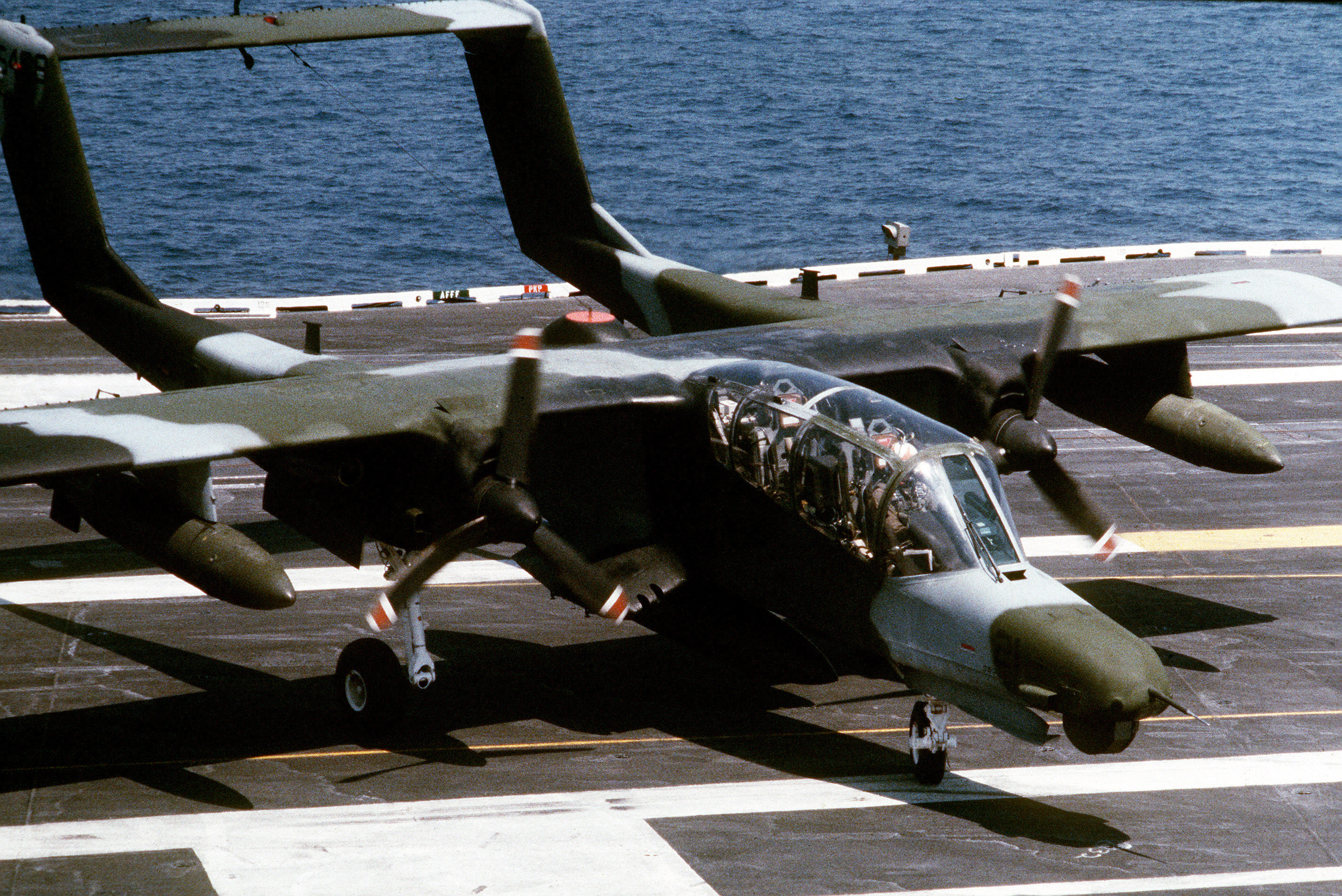
OV-10D des US Marine Corps

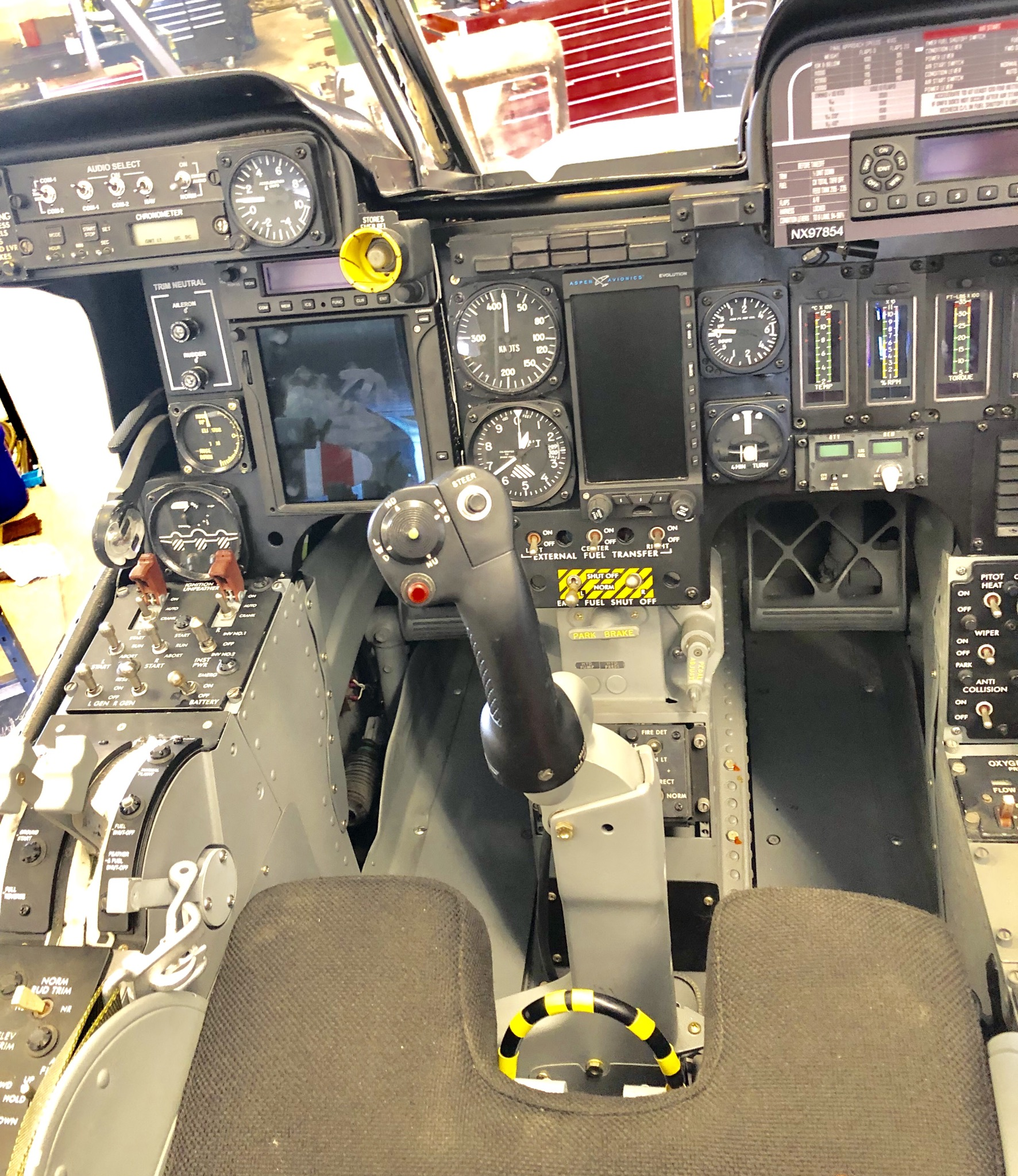
OV-10D, Cockpit

Kampfwertgesteigerte Version für das US Marine Corps und dort als NOGS (Night Observation and Gunship System) bezeichnet.

### OV-10E
Exportversion für die venezolanische Luftwaffe

### OV-10F
Exportversion für die indonesische Luftwaffe

### OV-10G
Die südkoreanische Luftwaffe bekundete Interesse an 45 Broncos, die vom Hersteller als OV-10G bezeichnet wurden. Der Verkauf wurde jedoch von der US-Regierung nicht bewilligt.

### OV-10G+
Im Rahmen des Programms Combat Dragon II wurden 2013 zwei ehemalige OV-10D+ des USMC, die danach vom Bureau of Alcohol, Tobacco and Firearms (ATF) und der NASA betrieben wurden, umgerüstet. Die Umrüstung umfasste neue Sensorik, Avionik sowie die nötigen Schnittstellen für den Einsatz von Präzisionswaffen. Die beiden Maschinen durchliefen zunächst eine Evaluation für den Einsatz im US Special Operations Command (SOCOM) in Afghanistan.

## Nutzer

### Militärisch
Außer den USA verwendeten oder verwenden auch noch andere Staaten die „Bronco“: 32 Maschinen des Typs OV-10C wurden nach Thailand geliefert, 1976 kaufte Venezuela 16 Maschinen des Typs OV-10E. Die vorerst letzte Version OV-10G ging an Südkorea, Marokko und die Philippinen.
 Deutschland Deutsche Luftwaffe
18 × OV-10B(Z), ausgemustert
 Indonesien Indonesische Luftwaffe
16 × OV-10F Diese Maschinen gingen als OV-10F an Indonesien, wo sie unter anderem im Krieg in Osttimor verwendet wurden.
 Kolumbien Kolumbianische Luftwaffe (Fuerza Aerea Columbina)
15 × OV-10A (einige zu OV-10D aufgerüstet)
 Marokko Marokkanische Luftwaffe (Royal Moroccan Air Force)
6 × OV-10A
 Philippinen Philippinische Luftwaffe (Republic of the Philippines Air Force)
24 × OV-10A
8 × OV-10C
 Thailand Thailändische Luftwaffe (Royal Thai Air Force)
45 × OV-10C
 Venezuela Aviación Militar Nacional Bolivariana Venezolana
16 × OV-10E
 Vereinigte Staaten
- United States Air Force

157 × OV-10A
- United States Marine Corps

121 × OV-10A
17 × OV-10D
- United States Navy

18 × OV-10A

### Zivil
- NASA

Anfang der 1970er-Jahre untersuchte die NASA eine Reihe verschiedener STOL-Konzepte. So wurde auch eine OV-10A (NASA-Kennzeichen 718) mit einer Auftriebshilfe in Form eines Rotationszylinder-Klappensystems ausgerüstet. Der von den Triebwerken angetriebene Zylinder lenkte den Luftstrom über die stark ausgefahrenen Klappen.
- Bei der Waldbrandbekämpfung werden unter anderem vom Bundesstaat Kalifornien OV-10As als Leit- und Führungsflugzeug eingesetzt, deren Aufgabe neben der Erkundung es ist, große Löschflugzeuge wie die C-130 Hercules an die Abwurfstellen heranzuführen.[10]

## Technische Daten

Dreiseitenriss der OV-10A Bronco

| Kenngröße             | OV-10A /C /E /F /G        | OV-10B(Z)                                                            | OV-10D                      |
| --------------------- | ------------------------- | -------------------------------------------------------------------- | --------------------------- |
| Besatzung             | 2 + x                     | 2 + 1                                                                | 2 + x                       |
| Länge                 | 12,12 m                   | 12,12 m                                                              | 12,49 m                     |
| Spannweite            | 12,19 m                   | 12,19 m                                                              | 12,19 m                     |
| Höhe                  | 4,62 m                    | 4,62 m                                                               | 4,62 m                      |
| Flügelfläche          | 27,03 m²                  | 27,03 m²                                                             | 27,03 m²                    |
| Flügelstreckung       | 5,5                       | 5,5                                                                  | 5,5                         |
| Leermasse             | 3127 kg                   |                                                                      | 3167 kg                     |
| max. Startmasse       | 6552 kg                   | 6671 kg                                                              | 6563 kg                     |
| Höchstgeschwindigkeit | 452 km/h                  | 620 km/h                                                             | 463 km/h                    |
| Dienstgipfelhöhe      | 7315 m                    | 7930 m                                                               |                             |
| max. Reichweite       | 2414 km                   | 2870 km                                                              | 3250 km                     |
| Antrieb               | zwei Garrett T-76-G-10/12 | zwei Garrett T-76-G-416/417 + ein General Electric J85-GE-4-Turbojet | zwei Garrett T-76-G-420/421 |
| Leistung              | 526 kW (715 PS)           | 533 kW (723 PS)                                                      |                             |

## Bewaffnung

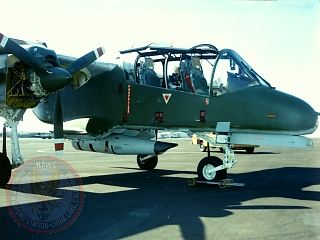
OV-10A Bronco, Juni 1972

### Festinstallierte Rohrwaffen in den Auslegern
- 1 × 20-mm-Gatling-Kanone General Dynamics M197 in GE M97-Universal-Turret (Drehturm wie in AH-1 Supercobra) mit 300 Schuss Munition (nur YOV-10D)
- 4 × 7,62-mm-Maschinengewehr U.S. Ordnance M60C mit je 500 Schuss Munition (OV-10D/D+)

### Bewaffnung an Außenlaststationen
Kampfmittel bis zu 1200 kg an sieben Außenlaststationen unter den beiden Tragflächen sowie unter den Auslegern
Luft-Luft-Lenkwaffen
- 2 × LAU-7/A-Startschienen an Ypsilonträgern für je 2 × Ford AIM-9B/C „Sidewinder“ – wärmebildgesteuerter Kurzstrecken-Luft-Luft-Lenkflugkörper

Luft-Boden-Lenkwaffen
- 2 × 4 Startschienen an den Außenträgern unter den Tragflächen für je 4 × Lockheed Martin AGM-114 „Hellfire“ – lasergesteuerte Panzerabwehrlenkwaffe
- 2 × LAU-7/A-Startschienen an Ypsilonträgern für je 2 × AGM-122 „Sidearm“ – Radarbekämpfungs-Lenkflugkörper

Ungelenkte Luft-Boden-Raketen
- 4 × Raketenwerfer LAU-3/A für je 7 × ungelenkte FFAR-Luft-Boden-Raketen; Kaliber 70 mm / 2,75 inch
- 4 × Raketenwerfer LAU-10D/A für je 4 × ungelenkte Zuni-Luft-Boden-Rakete, Kaliber 127 mm / 5 inch
- 4 × Raketenwerfer LAU-32/A für je 19 × ungelenkte FFAR-Luft-Boden-Raketen; Kaliber 70 mm / 2,75 inch
- 4 × Raketenwerfer LAU-33/A für je 2 × ungelenkte Zuni-Luft-Boden-Raketen, Kaliber 127 mm / 5 inch
- 4 × Raketenwerfer LAU-59/A für je 7 × ungelenkte FFAR-Luft-Boden-Raketen; Kaliber 70 mm / 2,75 inch
- 4 × Raketenwerfer LAU-60/A für je 19 × ungelenkte FFAR-Luft-Boden-Raketen; Kaliber 70 mm / 2,75 inch
- 4 × Raketenwerfer LAU-61/A für je 19 × ungelenkte FFAR-Luft-Boden-Raketen; Kaliber 70 mm / 2,75 inch
- 4 × Raketenwerfer LAU-68/A für je 7 × ungelenkte FFAR-Luft-Boden-Raketen; Kaliber 70 mm / 2,75 inch
- 4 × Raketenwerfer LAU-69/A für je 19 × ungelenkte FFAR-Luft-Boden-Raketen; Kaliber 70 mm / 2,75 inch

Freifallbomben
- 4 × Mark 81 LDGP (113-kg-/250-lb-Freifallbombe)
- 4 × Mark 82 LDGP (227-kg-/500-lb-Freifallbombe)
- 4 × Mark 82 „Snake Eye“ (227 kg / 500 lb, mit vier Luftbremsklappen)
- 4 × CBU-55/B (235-kg-/500-lb-Aerosolbombe)
- 1 × Mark 83 (454-kg-/1000-lb-Freifallbombe)
- 2 × Mk.77 Mod 2 / Mod 4 (230-kg-/500-lb-Napalm-Brandbombe)
- 2 × BLU-27B (395-kg-Napalmbombe)

Externe Behälter
- 2 × CBU-14/A (Streumunitionsbehälter mit 114 BLU-3-Splitterbomblets)[13]
- 2 × CBU-22/A (Streumunitionsbehälter mit 432 BLU-17-Rauch/Brand-Bomblets)[13]
- 2 × CBU-25/A (Streumunitionsbehälter mit 132 BLU-24-Splitterbomblets)[13]
- 2 × CBU-30/A (340-kg-/750-lb-Streumunitionsbehälter mit 1280 BLU-39-CS-Bomblets)[13]
- 4 × SUU-11A/A-Behälter mit je einem 7,62-mm-Gatling-Maschinengewehr M134 sowie je 1500 Schuss Munition
- 1 × GPU-2/A-Behälter mit einer 20-mm-Gatling-Maschinenkanone M197, 300 Schuss Munition
- 1 × Waffenbehälter Hughes Mk 4 Mod 0 mit einer 20-mm-Maschinenkanone sowie 750 Schuss Munition
- 1 × abwerfbarer Zusatztank für 556 Liter (150 U.S. Gallonen) Kerosin
- 2 × abwerfbarer Zusatztank für 375 Liter (100 U.S. Gallonen) Kerosin
- 2 × Leuchtfackelwerfer SUU-40/A mit 4 × Mk.24-Leuchtfackeln
- 2 × Leuchtfackelwerfer SUU-44/A mit 8 × Mk.45-Leuchtfackeln

## Trivia
In dem, in schwarz-weiss gedrehten, deutschen Fernsehfilm Luftwaffenhelfer von 1980 wurde die OV-10 als tieffliegendes Angriffsflugzeug eingesetzt, da sie der P-38 Lightning sehr ähnlich sah.